# Токсикодендрон волосистоплодный
Токсикодендрон волосистоплодный, или Ипритка волосистоплодная (лат. Toxicódendron trichócarpum) — листопадный кустарник, или дерево вид рода Токсикодендрон (Toxicodendron) семейства Анакардиевые (Anacardiaceae).

## Синонимы
Rhus trichocarpa Miq. - Сумах волосистоплодный

## Ботаническое описание
Прямостоячий кустарник, или дерево до 6, редко до 8 м высотой. Побеги толстые, светло-серые, с коричневыми чечевичками, рассеяно-рыжеволосистые.
Листья непарно-перистосложные Листовые пластинки 20—45 см длиной с 5—8 парами боковых листочков. Черешки 6—8 см длиной, имеют опушение. Боковые листочки 3,5—10 см длиной и 2—4,5 см шириной, нижние - яйцевидные, приострённые, в основании ширококлиновидные. Верхние - эллиптические, оттянуто заострённые, в основании клиновидные, цельнокрайные, или с каждой стороны с 2—3 крупными сглаженными зубцами. Рассеяно буроволосистые. Верхушечный листочек до 10 см длиной и 6 см шириной, на верхушке остроконечный, в основании узкоклиновидный.
Соцветия — пазушные сложные кисти 15—30 см длиной (вместе с цветоносом). Цветки пятичленные желтовато-зелёные. Чашелистики 0,5—0,6 мм длиной треугольно-продолговатые. Лепестки 1,5—2 мм длиной, обратноланцетные. Цветёт в июне.
Плоды 5—6 мм длиной, сплюснуто-шаровидные. шиповато-волосистые, буро-зелёные, односемянные. Семена с неглубокими продольными бороздками. 

## Распространение и экология
Распространён в Японии, на Корейском полуострове, в некоторых частях Китая. В России встречается на Курильских островах — Кунашир, Итуруп. 
Растёт в смешанных и лиственных лесах. 

## Значение и применение
Ядовит, вызывает ожоги.